# Alberto Minetti
Alberto Minetti (nascido em 18 de maio de 1957) é um ex-ciclista italiano. Participou de dois eventos nos Jogos Olímpicos de Moscou 1980, estrada individual e contrarrelógio por equipes.